# Mandasuchus
Mandasuchus — вимерлий рід лорікатів з формації Манда в Танзанії, яка датується анізійським етапом середнього тріасу. Хоча цей рід вперше був згаданий Аланом Чарігом у 1956 році, формальний опис не було опубліковано до 2018 року.